# Eider-Treene-Niederung

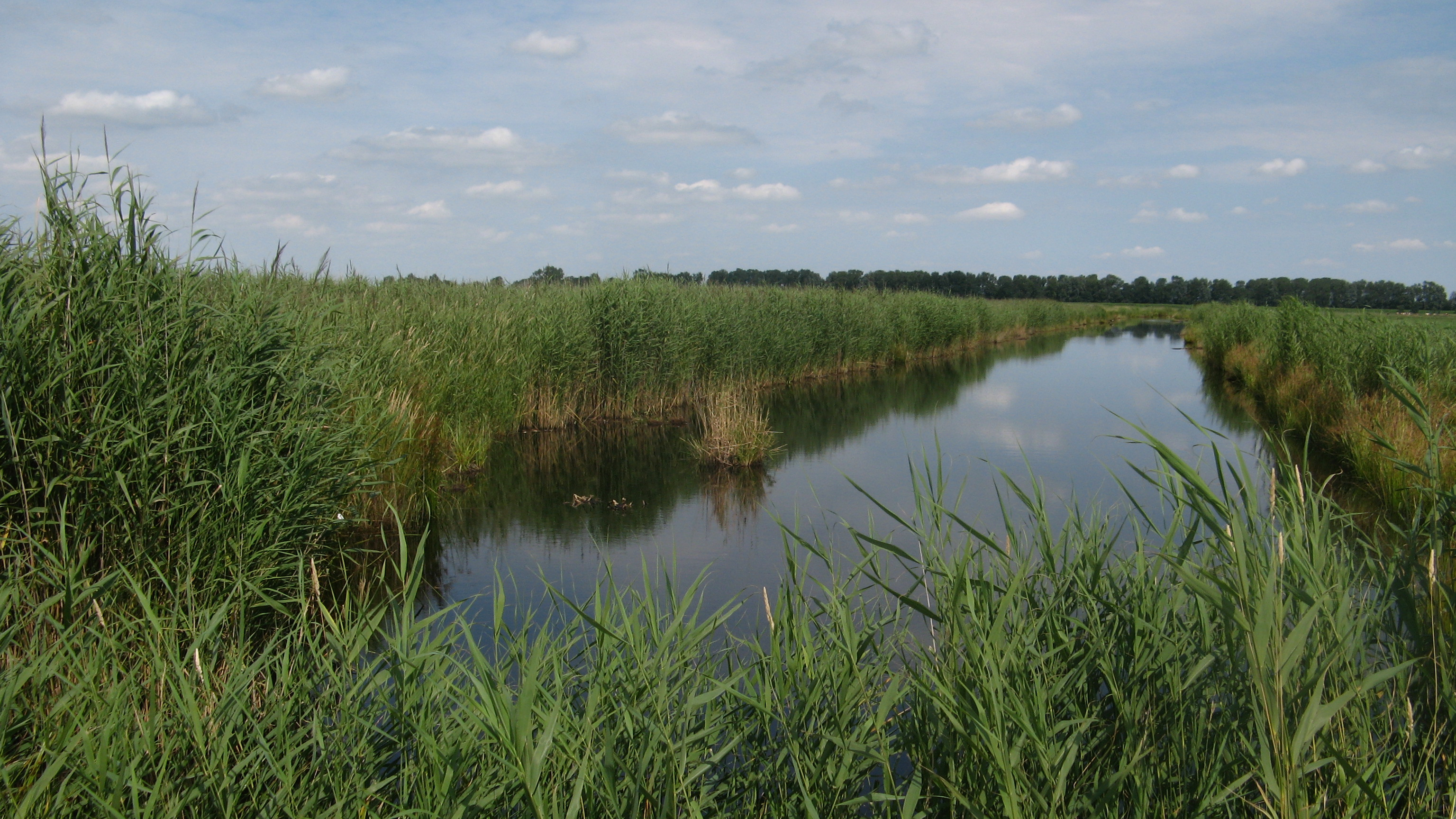
Naturschutzgebiet Delver Koog in einer Eiderschleife

Die Eider-Treene-Niederung ist ein Naturraum im Rang einer Haupteinheit im Westen von Schleswig-Holstein. Entlang der Flüsse Eider, Treene und Sorge erstreckt sie sich auf etwa 500 Quadratkilometern Feuchtgrünlandflächen. Von dieser Art ergibt sie das größte zusammenhängende Gebiet in Schleswig-Holstein und beherbergt rund ein Drittel der Moorflächen des Bundeslandes. Durch sie werden eine große Zahl von Wiesenvögeln angezogen.

## Geographie
Im Norden liegt ihre Grenze im Bereich zwischen Hollingstedt und Treia. Im Osten reicht das Niederungsgebiet bis kurz vor Rendsburg sowie im Südosten bis zu den Moorniederungen an der Hanerau und Haaler Au. Als solches wird das Niederungsgebiet heute durch den Lauf des Nord-Ostsee-Kanal zerschnitten. Die Westgrenze zur Eiderstedter Marsch ist umstritten, da sich Marsch, Moore und Geest eng verzahnen.
Prägend für die Landschaftsgenese waren alle Kalt- und Warmzeiten seit dem Saale-Komplex. Die heutige Gestalt ist im Wesentlichen überprägt durch wasserbauliche Maßnahmen, wie Abdämmungen im Unterlauf der Eider einschließlich Schleusenbau. Als bis heute letzte große bauliche Maßnahme zur kontrollierten Entwässerung kann der Bau des Eidersperrwerks angesehen werden. Bis in die 1920er Jahre hinein war die Eider noch bis Rendsburg ein Tidefluss.
Der Versuch der Region, vermehrt vom Naturtourismus zu profitieren, ist strategischer Natur und wird maßgeblich von der fast gleichnamigen  Aktiv-Region getragen.